# Людвіг VI (курфюрст Пфальцу)
Людвіг VI (нім. Ludwig VI.; 6 червня 1539 — 22 жовтня 1583) — 12-й Курфюрст Пфальцу в 1576—1583 роках.

## Життєпис

### Курпринц
Походив з Рейнських Віттельсбахів, Зіммернської гілки. Старший син Фрідріх III, принца Зіммерну, та Марії з Кульмбаських Гогенцоллернів. Народився 1539 року в Зіммерні. Під впливом матері став ревним лютеранином. Здобув гарну освіту при дворі маркграфа Філіберта Баденського. 1554 року навчався в університеті Доля (пфальцграфство Бургундія), де добре опанував французьку мову.
З 1556 року перебував при дворі Отто Генріха I, курфюрста Пфальцу. 1559 року батько Людвіга став новим курфюрстом Пфальцьким.
1560 року одружився з представницею Гессенського дому. У 1563 році Людвіга призначено регентом (намісником) Верхнього Пфальцу. Водночас вступив у конфлікт з батьком через небажання переходити до кальвінізму.

### Курфюрст
1576 року після смерті Фрідріха III стає новим курфюрстом Пфальцу. 1577 року підписав лютеранську Формулу Злагоди. Зосередив головну увагу на поверненні держави до лютеранства. Перш за все став утискати кальвіністів гайдельберзького університету, які втекли до брата курфюрста — Йоганна Казимира в Нойштадт, де було засновано колегіум «Казимиріанум».
1582 року помирає дружина. Того ж року з метою переходу країни до лютеранства видав новий державний статус, поліцейський статус та церковний статут, що мав схожість зі статутом Отто Генріха Пфальцького.
У 1583 році втрутився у Кельнську війну на боці курфюрста-архієпископа Кельна Гебхард Трухзеса фон Вальдбурга, який перейшов в лютеранство й намагався перетворити Кельнське архієпископство на світську державу. Того ж року Людвіг VI одружився вдруге. Також підписав Книгу згоди та як співрегент від імені маркграфів Ернста Фрідріха Баден-Дурласького і Якоба III Баден-Гахберзького.
Невдовзі помер, ймовірно, від стенокардії. Йому спадкував син Фрідріх IV.

## Родина
1. Дружина — Єлизавета, донька ландграфа Філліпа I Гессенського.
Діти:
- Анна Марія (1561—1589), дружина Карла IX Вази, короля Швеції
- Єлизавета (1562)
- Доротея Єлизавета (1565)
- Доротея (1566—1568)
- Фрідріх Філіп (1567)
- Йоганн Фрідріх (1569)
- Людвіг (1570—1571)
- Катерина (1572—1586)
- Христина (1573—1619)
- Фрідріх (1574—1610), 13-й курфюрст Пфальцу.
- Філіп (1575)
- Єлизавета (1576—1577)

2. Дружина — Анна, донька Едцарда II Кірксена, графа Східної Фрізландії.
Дітей не було.